# August Dankworth (Maler)

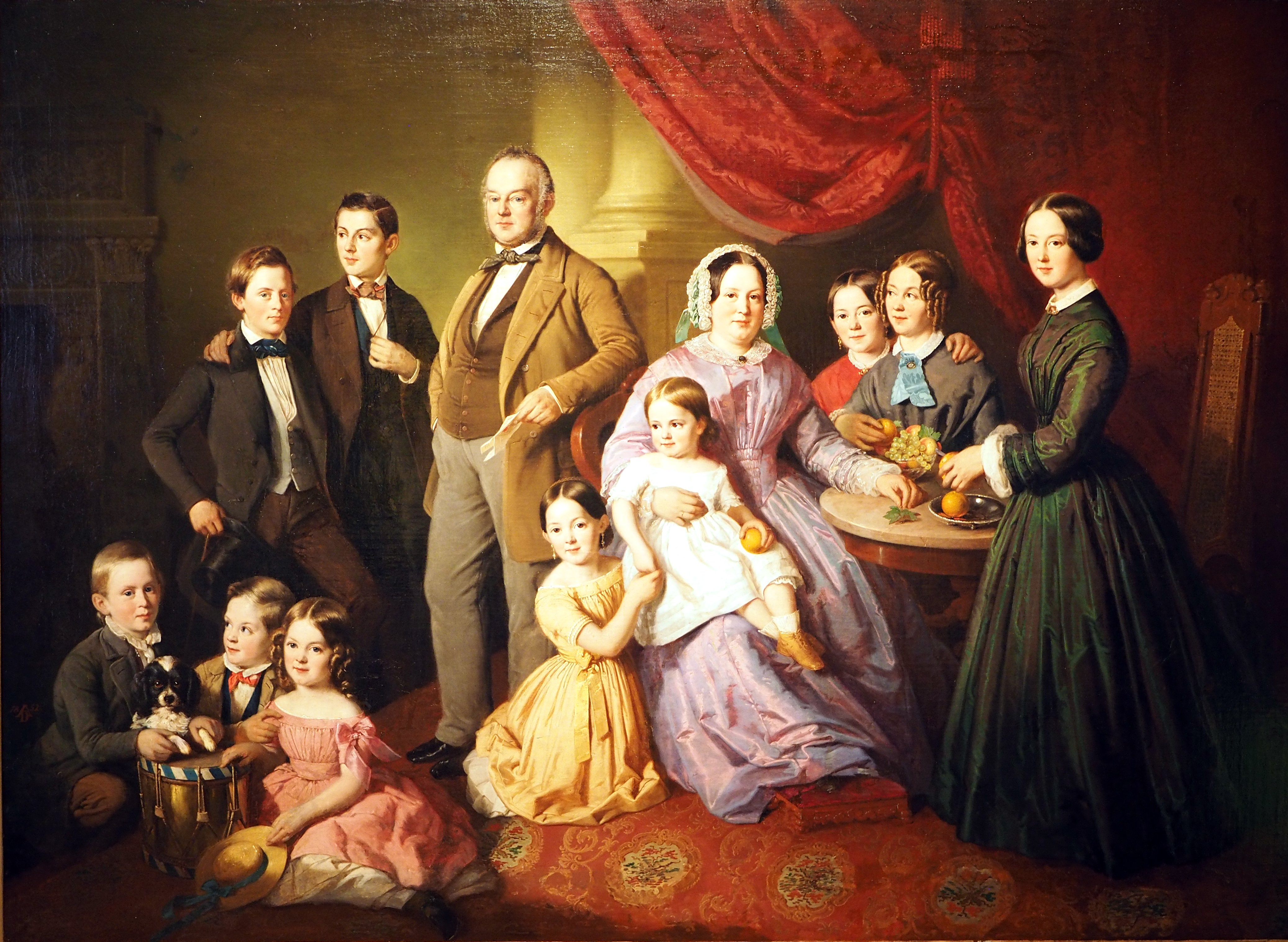
Die Kaufmannsfamilie Jacobs 1852

August Wilhelm Dankworth (* 12. September 1813 in Braunschweig; † 19. August 1854 in München) war ein deutscher Maler, Zeichner und Lithograf.

## Leben
Dankworth war der Sohn des Braunschweiger Commissairs Dankworth. Er besuchte bis 1831 ein Gymnasium, um anschließend Theologie studieren zu können, er entschied sich jedoch, stattdessen für die Malerei und studierte von Ostern 1831 bis Michaelis 1832 am Collegium Carolinum (Matrikelnummer 2284) und begab sich im Dezember 1832 nach München. Hier studierte er ab dem 4. Januar 1834 an der Königlichen Akademie der Künste in München.
Anschließend kehrte er in seine Vaterstadt zurück, um hier diese Kunst auszuüben und war dort außerdem Mitglied im Verein der Kunstfreunde.
Im Jahr 1842 wurde er am Celler Gymnasium als Zeichenlehrer angestellt. Danach war er in Celle hauptsächlich als Porträtmaler tätig, beschäftigte sich auch mit der Genre-, Tier- und Landschaftsmalerei.
Dankworth heiratete Clara Elisabeth Hardegen. Er illustrierte Bücher mit Lithografien und schuf auch lithografische Porträts.
Illustrierte Bücher
- Carl Schröder: Nächtlicher Ruhestörer.
- Johann Baptist Sonderland: Der kleine Schuhmacher.